# Даниловско възвишение
Данѝловското възвишение (на руски: Даниловская возвышеность) е възвишение в северната част на Източноевропейската равнина, простиращо се на територията на Ярославска и Вологодска област в Русия. Разположено е северно от река Волга, между левите ѝ притоци Согожа и Кострома. На север достига до устието на река Комела (ляв приток на Лежа (десен приток на Сухона). Дължина от север на юг около 130 km. Преобладаващи височини 150 – 200 m, максимална – връх Шуйская 252 m (58°36′06″ с. ш. 40°12′22″ и. д. / 58.601667° с. ш. 40.206111° и. д.), разположен в най-южната част на Вологодска област. Основата му е изградена от червени глини с прослойки от мергели и пясъчници, препокрити с морени и суглинки. Релефът е хълмист и полегатовълнист. Силно развита долинно-овражна мрежа и карстови форми. От него водят началото си левите притоци на Согожа (Ухтома, Ухра) и десните притоци на Кострома (Обнора, Сот и др.). Покрито е със смърчово-брезови гори, а на север – само смърчови гори, развити върху ливадно-подзолисти почви.